# 第二次白色恐怖

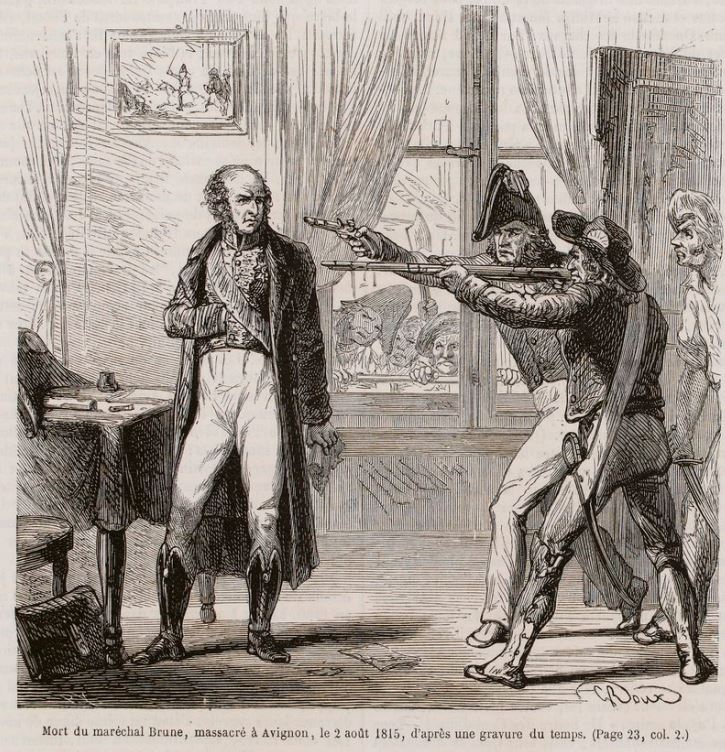
1815年8月2日，帝国元帅纪尧姆·布律纳在阿维尼翁被一群保王派暴民杀害。约1865年刻制的版画。

第二次白色恐怖，又称1815年白色恐怖（法語：Terreur blanche de 1815），发生于1815年—1816年，始于1815年6月18日拿破仑一世在滑铁卢战役中战败，百日王朝结束后路易十八即位成为法国国王。被怀疑同情法国大革命（前雅各宾派成员）、共和主义者、波拿巴主义者以及少量新教徒遭到迫害。数百人被愤怒的民众杀害，或在战地军事法庭的速审后被处决。
历史学家约翰·B·沃尔夫认为，极端保王派——其中许多人刚从流放中归来——正策划针对法国大革命及拿破仑革命的反革命行动。
在普罗旺斯、阿维尼翁、朗格多克及许多其他地方，整个法国南部的白色恐怖以不懈的残酷席卷而过。保皇派认为法国民众背弃国王的倾向再次印证了他们的理论，即国家内部充满了叛徒，并利用一切手段搜捕并消灭其敌人。政府无力或不愿进行干预。